# Emil Wagner (Jurist)
Emil Wagner (* 2. Dezember 1820 in Mewe; † 27. August 1888 in Danzig) war ein deutscher Richter und Politiker.

## Leben
Wagner studierte von 1840 bis 1843 Rechtswissenschaften an der Universität Berlin. Er wurde Oberlandesgerichtsassessor in Jastrow und dann Richter in Konitz und Graudenz. Zuletzt war er Rechtsanwalt und Notar in Marienwerder mit dem Titel Justizrat. 1882 trat er in den Ruhestand, den er in Danzig verlebte.
Vom 17. März 1849 (für Carl Freiherr von Gersdorff) bis zum 18. Mai 1849 vertrat er den Wahlkreis 20. Provinz Preußen (Deutsch-Krone) in der Frankfurter Nationalversammlung. Im Parlament blieb er fraktionslos und stimmte mit dem Rechten Zentrum. Er gehörte zu den Abgeordneten, die Friedrich Wilhelm IV. zum Kaiser der Deutschen wählten.